# Justin Huang
Huang Minghao (chino= 黄明昊; Wenzhou, 19 de febrero de 2002), conocido como Justin Huang, es un cantante chino.

## Vida personal
Habla con fluidez mandarín, coreano e inglés básico. 

## Carrera
Es miembro de la agencia Yuehua Entertainment (乐华娱乐). 

### Televisión
En el 2017 se unió como concursante del programa coreano Produce 101 S2 donde fue eliminado durante el capítulo 8, quedando en el puesto 43 del ranking.
En enero de 2018 se unió a la primera temporada del reality show chino Idol Producer donde logró quedar en cuarto lugar y ganar un lugar en el grupo final "Nine Percent".
En 2019 apareció en la sesión fotográfica de "Beijing Youth Weekly".

### Música
El 5 de noviembre de 2018 debutó como solista.
Desde el 13 de noviembre de 2018 forma parte del grupo "Nine Percent" junto a Cai Xukun, Fan Chengcheng, Zhu Zhengting, You Zhangjing, Wang Linkai (Xiao Gui), Chen Linong, Lin Yanjun, Wang Ziyi y Lin Yanjun. El grupo fue conformado luego de ser los ganadores de la primera temporada del reality show Idol Producer y se espera que realicen promociones durante 18 meses. En agosto del 2019 se anunció que el último concierto del grupo antes de deshacerse sería realizado en octubre del mismo año.
Desde junio del mismo año forma parte del grupo "NEX7" (乐华七子), junto a Fan Chengcheng, Ding Zeren, Li Quanzhe, Zhu Zhengting, Bi Wenjun y Huang Xinchun. En el grupo tiene una de las posiciones de vocalista, rapero y bailarín. Todos los integrantes participaron en el programa Idol Producer, sin embargo, solo tres de ellos lograron quedar en el grupo final Zheng Ting, Chengcheng y Justin.

## Filmografía

### Películas
| Año  | Título              | Personaje | Notas                            |
| ---- | ------------------- | --------- | -------------------------------- |
| 2020 | Seven Saints (七圣) | Nezha     | junto a Zhong Chuxi y Li Chengru |

### Programas de variedades
| Año                    | Programa                                   | Notas |
| ---------------------- | ------------------------------------------ | --- |
| 2017                   | Produce 101 S2                             | 43.° lugar - concursante                                                                                   |
| 2018, 2019, 2020, 2021 | Happy Camp                                 | 10 episodios - invitado 2 episodios - junto a Nine Percent - invitado 1 episodio - junto a NEX7 - invitado |
| 2018                   | Idol Producer                              | 4.º. lugar - concursante                                                                                   |
| 2018                   | Keep Running                               | (ep. #6.11) - invitado                                                                                     |
| 2018                   | Fantasy Restaurant                         | 12 episodios                                                                                               |
| 2018                   | Who's the Murderer S4                      | (ep. #3-4, 10) - invitado                                                                                  |
| 2019                   | Idol Producer 2                            | invitado - junto a NINE PERCENT                                                                            |
| 2019                   | Great Escape                               | miembro |
| 2019                   | Day Day Up                                 | 2 episodios - invitado                                                                                     |
| 2019                   | Master in the House (少年可期)             | miembro |
| 2018                   | The Brave World                            | miembro |
| 2019                   | Meeting Temple of Heaven                   | miembro |
| 2020                   | Me+                                        | miembro |
| 2020                   | Keep Running S8                            | invitado                                                                                                   |
| 2020                   | Let's Shaka (夏日冲浪店, Summer Surf Shop) | 10 episodios - miembro                                                                                     |
| 2021-presente          | Go Fighting! S7                            | miembro |

### Reality show
| Año             | Programa                                     | Notas                          |
| --------------- | -------------------------------------------- | ------------------------------ |
| 2018            | Nine Percent: Flower Road Journey            | miembro - junto a NINE PERCENT |
| 2018 - 2019     | We Are Not At Home Tomorrow (明天我们不在家) | 8 episodios - junto a NEX7     |
| 2019            | Nine Percent                                 | miembro - junto a NINE PERCENT |
| 2019 - presente | More Than Forever                            | miembro - junto a NINE PERCENT |

### Anuncios/Endorsos
| Año   | Programa                   | Notas                                          |
| ----- | -------------------------- | ---------------------------------------------- |
| 2018  | JAYJUN Promo               | junto a Ding Zeren, Li Quanzhe y Huang Xinchun |
| 2018  | Xtep                       | junto a NEX7                                   |
| 2018  | SECOO                      | junto a NEX7                                   |
| 2018  | MAC                        | junto a Zhu Zhengting y Bi Wenjun              |
| 2020- | Olay's Body Skincare Line! | Embajador                                      |
| 2021  | PepsiCo                    | junto a Li Xian, Jackson Wang y Song Zu'er     |

### Revistas / sesiones fotográficas
| Año  | Programa                           | Notas                                                                      |
| ---- | ---------------------------------- | -------------------------------------------------------------------------- |
| 2019 | Beijing Youth Weekly               | (apareció en el núm. #1232 )                                               |
| 2019 | Nylon China                        | (apareció en el núm. del 29 de mayo)                                       |
| 2019 | National Geographic Traveler China | (apareció en la edición de junio)                                          |
| 2019 | YOHO! Magazine                     | (publicación de julio)                                                     |
| 2019 | National Geographic Traveler China | (publicación digital)                                                      |
| 2019 | Chic Magzine                       | (publicación de agosto)                                                    |
| 2019 | Bazaar Men China x Pepsi           |                                                                            |
| 2019 | Madame Figaro Mode                 | (publicación de octubre)                                                   |
| 2019 | ELLE Men Fresh                     | (junto a Ding Zeren, Li Quanzhe, Zhu Zhengting, Bi Wenjun y Huang Xinchun) |
| 2019 | Cosmopolitan - Cosmo Focus         | (publicación digital)                                                      |
| 2019 | Men’s Uno China                    | (publicación de diciembre)                                                 |
| 2020 | NeufMode Magazine                  |                                                                            |
| 2020 | SoFigaro Magazine                  | [ 5 ]                                                                      |
| 2020 | Harper’s Bazaar Star               |                                                                            |
| 2020 | JSTYLE                             | junto a NEXT                                                               |

### Eventos
| Año  | Título                                                                 | Notas        |
| ---- | ---------------------------------------------------------------------- | ------------ |
| 2019 | 10th YH Family Concert                                                 | junto a NEX7 |
| 2019 | Armani Event                                                           | en Nankín    |
| 2019 | 2019 Zhejiang TV Autumn Gala Concert                                   |              |
| 2020 | China Federation of Literary and Art Circles 2020 Spring Festival Gala |              |
| 2020 | Beijing TV Chinese New Year Gala                                       |              |
| 2020 | Believe In the Future                                                  |              |

## Embajador
| Año           | Título           | Notas                           |
| ------------- | ---------------- | ------------------------------- |
| 2019-presente | Mirinda          | Portavoz                        |
| 2019-presente | Make Up For Ever | Embajador en la región de China |

## Discografía

### Sencillos
| Fecha                  | Título    | Lista de canciones |
| ---------------------- | --------- | ------------------ |
| 5 de noviembre de 2018 | Hard Road | 1. Hard Road       |
| 23 de abril de 2019    | Liar      | 1. Liar            |

## Premios y nominaciones
| Año  | Categoría              | Premio              | Trabajo | Resultado |
| ---- | ---------------------- | ------------------- | ------- | --------- |
| 2018 | Best New Song - Writer | Asia Music Festival | -       | Ganó      |